# Raymond Kalla
Raymond Kalla N’Kongo (ur. 22 kwietnia 1975 w Duali) – kameruński piłkarz grający na pozycji obrońcy.

## Życiorys
Swoją karierę zaczynał w Canon Jaunde. Później przeniósł się do Grecji i od sezonu 1995/1996 został piłkarzem Panachaiki GE. Kalla był wyróżniającym się solidnym obrońcą i oczywiste było, że z Grecji szybko wyjedzie. W sezonie 1998/1999 został graczem hiszpańskiej CF Extremadura, a do transferu przyczyniły się również udane występy podczas Mistrzostwa Świata w 1998 roku. Grał tam przez cztery pełne sezony, aż wreszcie zdecydował się po niego sięgnąć ówczesny beniaminek Bundesligi – VfL Bochum i był podstawowym zawodnikiem, rewelacyjnie spisującej się ekipy trenera Petera Neururera, która zajęła 5. miejsce w sezonie 2002/2003. W Bundeslidze debiutował 10 sierpnia 2002, podczas meczu z 1. FC Nürnberg. Pierwszego gola w niebieskich barwach strzelił 11 listopada 2003, w 45. minucie z główki na 3:0, a Bochum w ostatecznym rozrachunku pokonało 1. FC Köln 4:0. Grał w drużynie z Zagłębia Ruhry przez trzy sezony, a po jej spadku zdecydował się zmienić barwy na Sivasspor. Po jednym sezonie gry w tym klubie powrócił do ojczyzny, do Unionu Duala.
W reprezentacji debiutował 1 października 1994 roku w meczu towarzyskim, zremisowanym 2:2 z Koreą Południową. Łącznie zaliczył 85 występów w kadrze „Nieposkromionych Lwów”, a także 3 Mundiale (1994, 1998 i 2002). W 1998 Raymond ujrzał czerwoną kartkę, za faul na Luigim Di Biagio, a w 1994 i 2002, żółte. Był zawsze w jedenastce meczowej, nie licząc spotkania, w którym musiał pauzować za wspomnianą wcześniej kartkę.
Swoją żonę poznał w 1994 w kawiarni, ma z nią dwójkę dzieci. Córkę, Evelyne i syna, Goya Oliviera. Pierwsze słowa Kalli, których nauczył się w języku niemieckim brzmią: Rechts, Links i Du bist nicht allein, co po polsku znaczy odpowiednio: prawo, lewo i nie jesteś sam.
| Sezon   | Klub           | Kraj      | Flaga     | Rozgrywki         | Mecze | Bramki |
| ------- | -------------- | --------- | --------- | ----------------- | ----- | ------ |
| 1994    | Canon Jaunde   | Kamerun   | Kamerun   | Première Division | ?     | ?      |
| 1995    | Canon Jaunde   | Kamerun   | Kamerun   | Première Division | ?     | ?      |
| 1995/96 | Panachaiki GE  | Grecja    | Grecja    | Alpha Ethniki     | 20    | 0      |
| 1996/97 | Panachaiki GE  | Grecja    | Grecja    | Alpha Ethniki     | 29    | 2      |
| 1997/98 | Panachaiki GE  | Grecja    | Grecja    | Alpha Ethniki     | 22    | 1      |
| 1998/99 | CF Extremadura | Hiszpania | Hiszpania | Segunda División  | 34    | 0      |
| 1999/00 | CF Extremadura | Hiszpania | Hiszpania | Segunda División  | 35    | 1      |
| 2000/01 | CF Extremadura | Hiszpania | Hiszpania | Segunda División  | 30    | 0      |
| 2001/02 | CF Extremadura | Hiszpania | Hiszpania | Segunda División  | 22    | 0      |
| 2002/03 | VfL Bochum     | Niemcy    | Niemcy    | Bundesliga        | 26    | 0      |
| 2003/04 | VfL Bochum     | Niemcy    | Niemcy    | Bundesliga        | 28    | 1      |
| 2004/05 | VfL Bochum     | Niemcy    | Niemcy    | Bundesliga        | 23    | 5      |
| 2005/06 | Sivasspor      | Turcja    | Turcja    | Süper Lig         | 26    | 0      |
| 2006    | Union Duala    | Kamerun   | Kamerun   | Première Division | ?     | ?      |
| 2007    | Union Duala    | Kamerun   | Kamerun   | Première Division | ?     | ?      |
| 2008    | Union Duala    | Kamerun   | Kamerun   | Première Division | ?     | ?      |